# Invazija Timura na Gruziju
Gruzija, kršćansko kraljevstvo na Kavkazu, bila je od 1386. do 1403. godine izložena nekoliko katastrofalnih provala od strane turko-mongolskog osvajača Timura, čije se veliko carstvo protezalo od Središnje Azije do Anatolije. Ti sukobi bili su usko povezani s ratovima između Timura i Toktamiša, posljednjeg kana Zlatne Horde, i najvećeg konkurenta Timuru za kontrolu nad islamskim svijetom. Timur je službeno proglasio džihad protiv nemuslimanskih regija. Iako su bili u stanju napasti dijelove Gruzije, nikada nisu bili u mogućnosti učiniti ju muslimanskom zemljom, pa su je čak i potvrdili kao kršćansku državu.
U prvoj od osam provala, Timur je maknuo prijestolnicu iz Tbilisija i zarobio kralja Bagrata V. 1386. godine. Dobar gruzijski otpor potaknuo je nove napade turko-mongolske vojske. Bagratov sin i nasljednik, Đuro VII., pružao je tvrd otpor i velik dio svoje vladavine (1395. – 1405.) proveo je boreći se protiv provala. Timur je osobno vodio mnoge od tih napada, kako bi ukrotio tvrdoglavog gruzijskog monarha. Iako nije bio u mogućnosti uspostaviti kontrolu nad Gruzijom, zemlja je zadobila velik udarac, od kojeg se dugo nije oporavila. U trenutku kada je Đuro VII. bio prisiljen prihvataiti Timurovo primirje, pristati mu plaćati daće, bio je gospodar svega nekoliko izgorjelih gradova, opustošenih sela i razbijene kraljevine.

## Povijest
Timurovo prvo pojavljivanje na Kavkazu bio je odgovor na Toktamišov pljačkaški upad na sjeverni Iran preko kavkaskih zemalja 1385. godine. Time je izbilo otvoreno neprijateljstvo između dvaju islamskih vladara. Timur je odgovorio pokretanjem velike invazije na pogranične zemlje koje su se nalazile između zapadne granice njegovog carstva u nastajanju i Toktamišovog kanata. Nakon što je pregazio Azerbajdžan i Kars, Timur je ušao u Gruziju. Službena povijest njegove vladavine, Zafarnama, predstavlja ovu kampanju u Gruziji kao džihad. Timur je krenuo iz Karsa i napao Meshetiju, najjužniju kneževinu u Kraljevini Gruziji 1386. Od tuda, išao je ka Tbilisiju, gdje je bio utvrđen kralj Bagrat V. Grad je pao 21. studenog 1386. godine, Bagrat je zarobljen i preobraćen na islam.  Gruzijske kronike spominju odmeništvo kralja, ali ga predstavljaju kao pametnog i lukavog, jer je u nekoj mjeri zaradio stupanj povjerenja Timura. Bagrat je dobio 12.000 vojnika da se ponovo ustoliči u Gruziji, kojom je sada upravljao njegov sin i suvladar Đuro VII., tijekom očeva odsustva na Timurovom sudu. Stari kralj, međutim, tajno pregovara s Đurom, koji radi zasjednu njegovoj islamskoj pratnji i oslobađa oca. U proljeće 1387. godine, Timur se vratio kao bi zadao udarac Gruziji zbog ove zasjede i bijega. Bagrat i Đuro su uspjeli evakuirati civilno stanovništvo graničnog područja u planine i šume, i počeli su organizirati svoju obranu. Kan Toktamiš se ponovo pojavio u Iranu i prisilio Timura da se privremeno povuče. No, nakon što je Zlatna Horda poražena, Timur se vratio ponovo napasti Gruziju. 1394. godine, poslao je četiri generala u gruzijsku pokrajinu Mešketiju, s nalogom da se primjenjuje islamski zakon Gazija, a to je sustavno pljačkanje nemuslimanskih zemalja. Iste godine, Timur je osobno predvodio kazneni pohod na planinske gruzijske zajednice u dolini Aragvi, te se vratio preko Tbilisija ka Šaki, nakon što je čuo za još jednu Toktamišovu ofanzivu. 
1395. godine, očajni Gruzijsci su sklopili savez sa Sidi Alijem od Šakija, i nanijeli razarajući poraz vojsci Timurovog sina, Mirana šaha, koji je opsjedao Alindjak (u blizini Nahičevana) i zarobili džalaridskog princa Tahira. To događaji potaknuli su Timura da s vrati, te se kasnije, 1399. godine, masivno osveti općoj populaciji regije. Zaposjeo je Šaki i devastirao susjednu regiju Kahetiju.
U proljeće 1400. godine, Timur se vratio uništiti gruzijske države jednom zauvijek. Tražio je od Đure VII. da preda džalaridskog princa Tahira. On je to odbio i susreo se s Timurom na rijeci Sagim u Donjoj Kartliji, ali je pretrpio poraz i povukao se u unutrašnjost zemlje, te neumorno proganjan od strane Timura. Timur je uništio Tbilisi, ostavio tamo vojnu posadu, i opsjedao Gori, gdje se Đuro VII. bio ukopao. Kralj hrabro izlazi ka zapadu,  ali nije uspio spriječiti neprijateljev napredak prema tvrđavama Dzani i Svanetije, pa je pobjegao u nepristupačne šume zapadne Gruzije, gdje nisu mogle prodrijeti neprijateljske postrojbe islamskog vladara. Timur se okrenuo od bijesa i temeljito opljačkao ostatak Gruzije. Ova krvava kampanja trajala je nekoliko mjeseci. Timur se sustavno vojskom kretao od pokrajine do pokrajine. Gotovo sva veća naselja i gradovi su uništeni, a njihova populacija desetkovana, sela (sa selima i izvori hrane) su spaljena, a samostani i crkve sravnjeni sa zemljom. Od onih koji su preživjeli borbe i odmazde, tisuće je umrlo od gladi i bolesti, a 60.000 preživjelih je porobljeno i odvedeno od strane Timurovih trupa.
Krajem 1401. godine, Timur je ponovo napao Kavkaz. Đuro VII. je morao tražiti za mir, te je poslao brata s doprinosima. Timur se pripremao za veliki sukob s Osmanskom dinastijom, te je očigledno želio zamrznuti trenutnu preovladavajuću situaciju u Gruziji, dok se ne vrati i time temeljitije i odlučnije bavi. Stoga je sklopio mir s Đurom, pod uvjetom da ga kralj opskrbljuje vojnicima i omogući Muslimanima posebne povlastice. Timur je ipak poduzeo neke preventivne mjere i napao gruzijski vojnu posadu kod Tortuma, demolirajući tvrđavu i pljačkajući okolicu. Nakon što je porazio Osmanlije, Timur se vraća u Erzurum 1402. godine, i odlučuje kazniti kralja Đuru VII. jer mu nije čestitao na pobjedi. S druge strane, Đurin brat Konstantin, koji je tada bio s njim u zavadi, stigao je s darovima, kao i kraljev prkosni vazal Iwane Jaqeli, mešketski princ. Ibrahim I. Širvanšah otišao je procijeniti prihode i troškove Gruzije. Đuro je poslao nove darovi, ali ih je Timur odbio i pozvao ga da osobno dođe. U međuvjemenu je opsjedao neosvojivi tvrđavu Birtvisi koji je branio sićušni gruzijski garnizon. Nakon što je zarobljena u kolovozu 1403. godine, Timur je posao svoju vojsku u pljačkanje, te u potragu za Đurom, koji se povukao skroz do Abhazije. Timurovi povjesničari navode da je 700 gradova uništeno, a stanovništvo masakrirano.
Timur je zaustavljao vojsku samo kad su ulema i muftija odlučili da je moguće kralju dati pomilovanje (aman). Đuro je morao platiti veliku počast, uključujući 1.000 tanki (valuta) u zlatu, 1.000 konja i rubina težine 18 mitkala (mjera za težinu). Timur je zatim prošao Tbilisijem, uništavajući sve samostane i crkve putem, te početkom 1404. godine otišao u Beylagan. Timur je napustio Kavkaz i krenuo prema srednjoj Aziji 1405. godine, gdje je i umro 19. veljače.